# Per-Olof Eek
Per-Olof Eek (* 29. Oktober 1951) ist ein ehemaliger schwedischer Fußballspieler. Der Abwehrspieler bestritt in den 1970er Jahren über 200 Meisterschaftsspiele für IFK Norrköping in der Allsvenskan.

## Sportlicher Werdegang
Eek debütierte in der Spielzeit 1970 für IFK Norrköping in der höchsten Spielklasse und bestritt auf Anhieb alle 22 Ligaspiele. Auch in der folgenden Spielzeit war er unumstrittener Stammspieler, als der Klub als Tabellendritter sich für den UEFA-Pokal qualifizierte. Nach zwei Siegen gegen UTA Arad aus Rumänien scheiterte die Mannschaft nach einem 2:2-Auswärtsremis mit einer 0:2-Heimniederlage am italienischen Vertreter Inter Mailand im UEFA-Pokal 1972/73. Dabei hatte er unter anderen, an der Seite von Ove Kindvall und Benny Wendt, die fünf der sechs vom schwedischen Klub erzielte Tore geschossen hatten, alle vier Europapokalspiele bestritten. Im Sommer 1972 stand er zudem mit dem Klub im Endspiel um den Landespokal gegen Landskrona BoIS. Nach einem 0:0-Unentschieden wurde ein Wiederholungsspiel angesetzt. Trotz zwischenzeitlicher 2:0-Halbzeitführung, zu der Eek als Torschütze beigetragen hatte, endete das Spiel nach regulärer Spielzeit abermals unentschieden und wurde durch ein Tor von Torbjörn Lindström in der Verlängerung zu Ungunsten von „Peking“ entschieden.
Parallel hatte sie Eek in die Juniorennationalmannschaft des Svenska Fotbollförbundet gespielt. Im Juli 1972 debütierte er in der Defensive der schwedischen U-23-Auswahl, als diese – angetrieben vom vierfachen Torschützen Ralf Edström – die deutsche Amateurnationalmannschaft in deren Vorbereitung auf die Olympischen Sommerspiele 1972 mit einem 5:1-Erfolg im Flensburger Stadion nahezu deklassierte. Bis 1975 bestritt er insgesamt neun Juniorenauswahlspiele, dabei lief er auch in den Qualifikationsspielen zur U-23-Europameisterschaft 1974 sowie zur U-23-Europameisterschaft 1976 auf, in denen die Auswahlmannschaft hinter Titelverteidiger Tschechoslowakei respektive dem späteren Halbfinalisten Jugoslawien jeweils als Gruppenzweiter den Aufstieg in die Finalrunde verpasste.
Eek blieb bei seinem Klub auch in den folgenden Jahren Stammspieler. Nachdem er in der Spielzeit 1974 als Tabellendrittletzter auf dem letzten Nicht-Abstiegsplatz die Saison beendet hatte, führte der neue Trainer Bengt Gustavsson die Mannschaft in den folgenden Jahren wieder ins Mittelfeld der Liga. Als Tabellenvierter der Spielzeit 1977 erreichte sie erneut den Europapokal, im UEFA-Pokal 1978/79 verabschiedete er sich nach zwei weiteren Einsätzen gegen Hibernian Edinburgh, bei der eine 2:3-Auswärtsniederlage und ein 0:0-Rückspielremis das schnelle Ausscheiden bedeuteten, vom internationalen Fußball. Am Ende der Spielzeit 1978, in der die Mannschaft wieder im hinteren Tabellenbereich gelandet war, kehrte er nach 220 Erstligaspielen und sechs dabei erzielten Toren dem Klub den Rücken.
Zur Spielzeit 1981 kehrte Eek als Trainerassistent von Bo Axberg zur Wettkampfmannschaft von IFK Norrköping zurück, als Tabellendritter qualifizierte sich der Klub für den UEFA-Pokal 1982/83. Dort scheiterte der Klub in der zweiten Runde an der AS Rom erst im Elfmeterschießen. Nach dem Abstieg aus der Erstklassigkeit Ende 1982 mussten er und Axberg jedoch ihre Posten aufgeben, Lars-Göran Qwist übernahm als Cheftrainer und führte die Mannschaft direkt zum Wiederaufstieg.